# Український народний університет (Ланцут)
Український народний університет— був відкритий у Підкарпатському воєводстві Польщі, в табірному місті Ланцут—9 червня 1921 року.
Незважаючи на важкі побутові умови й обмеження свободи, у Ланцуті було досі гарно організовано культурне-освітнє життя військових полонених. В Ланцуті було засноване своє видавництво—"Наша Зоря", бібліотека, скульптурні студії, фотографічне ательє, гімназія тощо. Найголовнішим досягненням, у освітньо-культурному житті табору стало створення Українсько народного університету. Університет був створений для всього інтернованого українського вояцтва у Польщі, проте через особливості польською владою загального режиму інтернування Військ УНР відвідувати його мали можливість лише мешканці табору Ланцут.

## Викладацький штат
- Ректор— Біднов Василь Олексійович
- Декан військового факультету-- Мико́ла Лео́нтійович Юнаків
- Професор вищої математики— Чайко́вський Мико́ла Андрі́йович
- Професор економічної географії-- Іва́н Адрія́нович Фе́щенко-Чопі́вський
- Професор фінансового права— Харито́н Миха́йлович Ле́бідь-Ю́рчик
- Професор Мовознавства-- Свінцицький
- Професор історії Української мови—Іва́н Іва́нович Огіє́нко
- Професор західноєвропейської літератури— Васи́ль Григо́рович Щура́т
- Професор Антропології— Іва́н Рако́вський
- Професор українознавства— Миро́н Миха́йлович Корду́ба

## Навчальний процес
Ректором університету став історик та професор Василь Біднов. У сладі університету було відкрито чотири факультети: історико-філологічний(139 студентів), математико-природничий(118 студентів), економічний(266 студентів) та військовий. Військовий факультет відкрився пізніше ніж інші, а саме 6 липня 1921 року. Деканом факультету став генерал-поручник М.Юнаків, але найбільше займався  в організацією та функціонуванням університету-генерал Ілля Мартинюк. За свій короткий термін існування(близько року), його відвідали близько 600 людей. Із труднощів, які виникали перед деканом військового факультету можна виділити: відсутність спеціальної літератури, а також нестача паперу.
Навчальний процес проходив у вигляді семінарів, слухачі готували реферати на різні військово-історичні теми, а потім обговорювали їх на семінарах. Однією із проблем проводити далі заняття на військовому факультеті стало не можливість викладачів приїхати в Ланцут та провести заняття, через передислокацію відповідних груп Військ УНР в кінці серпня 1921 р. з Ланцута до Стшалкова. Із дисциплін для студентів викладалися такі дисципліни: історія України—викладав ректор університету, В.Біднов, економічна географія—І.Фещенко-Чопівський, вища математика—М.Чайковський, фінансове право—Х.Лебідь-Юрчик, мовознавство (Свінцицький), історія української мови (Огієнко), західноєвропейська література (Щурат), антропологія (Раковський), українознавство (Кордуба). Також викладалася аналітична механіка, кристалографія, хімія, зоологія та інші.
Університет проіснував не довго приблизно один рік, потім через ліквідацію самого табору в Ланцуті, ліквідувався і сам університет.

## Використана Література
1. К.Є.Науменко . Ланцут // Енциклопедія Сучасної України: електронна версія [онлайн] / гол. редкол.: І.М.Дзюба, А.І.Жуковський, М.Г.Железняк та ін.; НАН України, НТШ. Київ: Інститут енциклопедичних досліджень НАН України, 2016. URL: https://esu.com.ua/search_articles.php?id=53201
2. Срібняк, Ігор Володимирович (2018) Енциклопедія полону: український Łańcut Одноосібна. Międzynarodowy konsorcium naukowo-edukacyjny im. Luciena Febvra, Warszawa-Paryż.

## Примітки

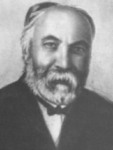
Біднов Василь

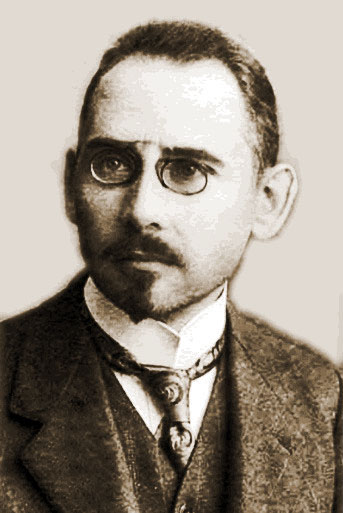
Myron Korduba

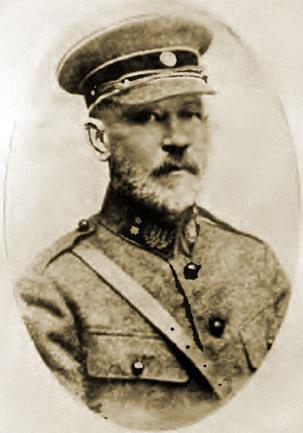
Junakiw Mykola